# Квітковський Денис Васильович
Дени́с Васи́льович Квітко́вський (22 травня 1909, с. Горішні Шерівці, нині Горішньошеровецька сільська громада, Чернівецький район, Чернівецька область
 — 15 березня 1979, Детройт) — український історик, адвокат, публіцист, педагог, видавець, політичний та громадський діяч.
Член ОУН й ПУН. Після розколу ОУН, залишився на стороні Голови ПУН полковника А.Мельника. Четвертий Голова ПУН й ОУН. Відповідно до українського законодавства може бути зарахований до борців за незалежність України у XX сторіччі.

## Життєпис
Народився 22 травня 1909 року на Буковині, в селі Горішні Шерівці (тоді коронний край Герцогство Буковина, Австро-Угорщина, нині — село Заставнівського району Чернівецької області, Україна) у багатодітній сім'ї православного дяка.

### Навчання
Закінчив народну школу в м. Садгора (нині в межах м. Чернівці), українську гімназію у Чернівцях (1929). В 1929–1932 рр. навчався на правничому факультеті Чернівецького університету, у 1936 р. захистив докторську дисертацію. Отримав ступінь доктора права в Бухарестському університеті. Був активістом студентського руху, членом крайової екзекутиви Організації Українських Націоналістів.

### Політична діяльність
Один з найактивніших українських політиків Буковини. У 1934—1937 рр. — видавець і головний редактор чернівецького журналу «Самостійність», у 1931—1937 — співредактор тижневика «Самостійна Україна», 1932–1937 — власник адвокатської контори в Чернівцях.
Його заарештували за освистування румунського гімну. Засуджений за проукраїнську політичну діяльність. У 1937–1938 рр. сидів у румунській в'язниці.
З 1940 р. — на еміграції, викладач Високої економічної школи у Мюнхені. Секретар Українського Національного Об'єднання (УНО) і співредактор її друкованого органу «Український вісник» (Берлін, серпень 1941— літо 1943).
1943 був заарештований гестапо у Львові, до кінця жовтня 1944 утримувався в тюрмі м. Потсдам, потім викладав вексельне право у Високій економічній школі в м. Мюнхен.
1946 опікувався створенням профспілки українських журналістів на еміграції, 1946–1948 вів Референтуру преси й пропаганди Проводу Українських Націоналістів; з 1947— член ПУН й ОУН.
Від 1949 проживав у США. Отримав другий докторат права і знову відкрив адвокатський офіс (1955). Голова організації «Самостійна Україна» і видавець її однойменного друкованого органу (Чикаго, 1976–1979).
У 1974⁣—⁣1977 рр. — перший заступник Голови ПУН. Після смерті О. Штуля-Ждановича в 1977 р. став Головою ПУН.
Співпрацював із Українським конгресовим комітетом Америки, Світовим конгресом вільних українців. У 1972–1974 — віцепрезидент Організації Державного Відродження України, у 1974—1976 її президент.
Помер 15 березня 1979 у м. Детройт (штат Мічиган); похований на українському цвинтарі св. Андрія у Баунд-Бруці поблизу Нью-Йорка (штат Нью-Джерсі).

## Праці
Автор багатьох статей у періодиці, зібраних у три книги «Мої міркування» (1993⁣—⁣1998), співавтор книги «Буковина — її минуле і сучасне» (1956). Друкувався в українських виданнях Німеччини, Франції, США і Канади. Укладач і редактор збірки матеріалів детройтського з'їзду «У 40-ліття ОУН» (1970), автор статей у збірниках, присвячених Є. Коновальцю та А. Мельнику (1974).